# Землетрясение в Осаке
Землетрясение в Осаке (яп. 大阪府北部地震 О:сака-фу Хокубу дзисин) — землетрясение, произошедшее 18 июня 2018 года в северной части префектуры Осаки, Япония. Эпицентр находился на 34.829 градусов северной широты и 135.638 восточной долготы. Магнитуда занимала 6.1 позицию по шкале оценки магнитуды японского метеорологического агентства, а глубина составляла около 13 километров. А само землетрясение заняло 6 место по шкале японского метеорологического агентства. В ходе землетрясения погибло 6 человек, 443 получили ранения.
Японское метеорологическое агентство сообщило, что землетрясение имело надвижной тип. Оно затронуло в большей степени префектуры Осака, Киото, Сига, Хиого и Нара. Землетрясение привело к тому, что не менее 4 человек погибло, 423 человека получили ранения, а десятки тысяч домов были разрушены. По данным NHK, это первое землетрясение с магнитудой выше 6 со времён Великого землетрясения Канто в 1923 году.

## Геология
Японский архипелаг расположен на стыке евразийских, североамериканских, тихоокеанских и филиппинских плит и является важной частью вулканического пояса тихоокеанского региона. Из-за стыка этих плит с морского дна начали постепенно выходить острова, вызывая частые стихийные бедствия, такие как вулканические землетрясения в соседней Японии.
Префектура Осака, в которой произошло землетрясение, является регионом с самыми частыми землетрясениями в Японии. Исторические исследования землетрясений показали, что вблизи с эпицентром и ранее происходили землетрясения: в 1596, 1579, 1916 и 1995 годах. Среди них, произошедшее в 1596 году землетрясение было самым крупным землетрясением в истории региона. Землетрясение силой 7,5 баллов убило по меньшей мере 1000 человек и вызвало разрушение древних зданий, таких как храм Тенрю-дзи и То-дзи. Землетрясение в Кобе в 1995 году убило 6 434 человек и нанесло ущерб сотням тысяч зданий. В прошлом веке в районе Осаки произошло пять землетрясений величиной в 6 и более по шкале метеорологического агентства. Японское метеорологическое агентство указало, что зона разлома Ма-Кай-Оу вблизи эпицентров этих землетрясений часто подвергается деятельности по ликвидации разломов.

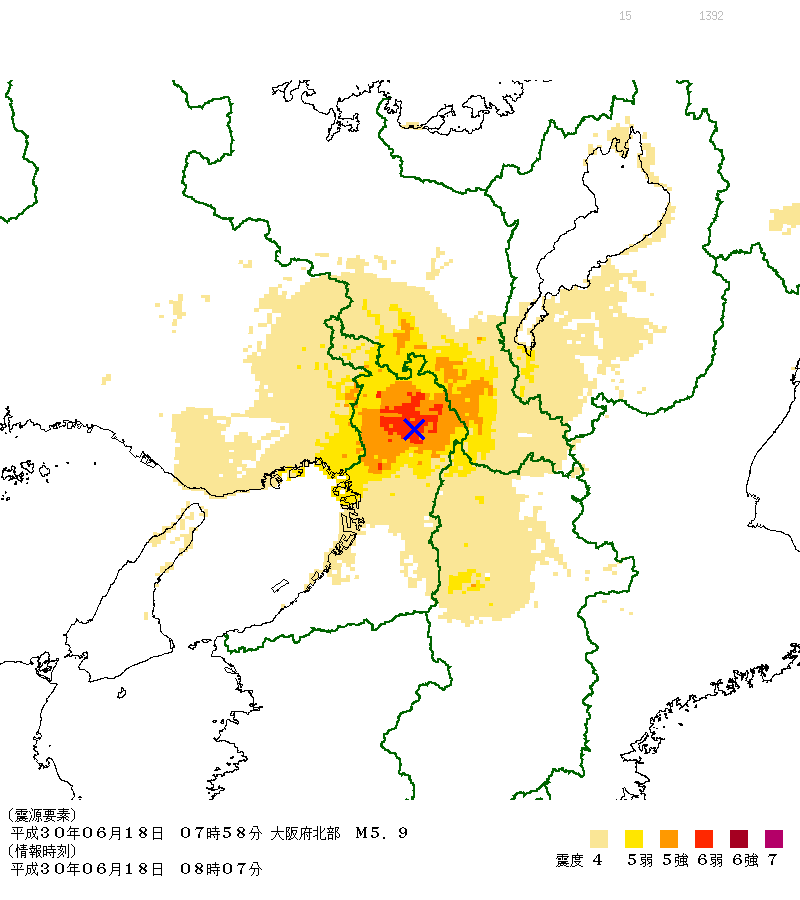
Карта интенсивности землетрясения по шкале японского метеорологического агентства.
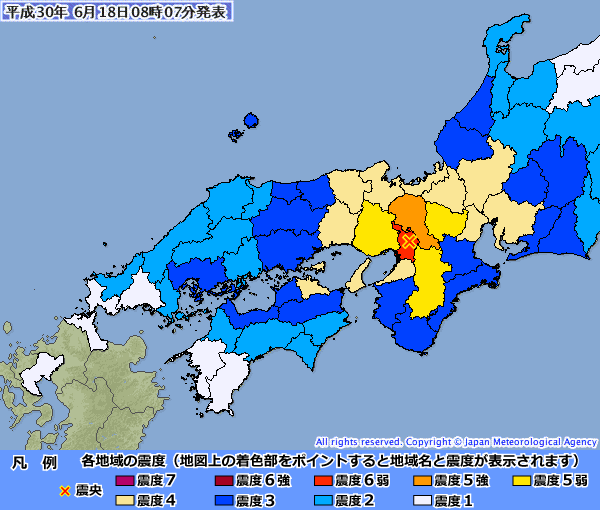
Карта тяжести землетрясения в разных префектурах.
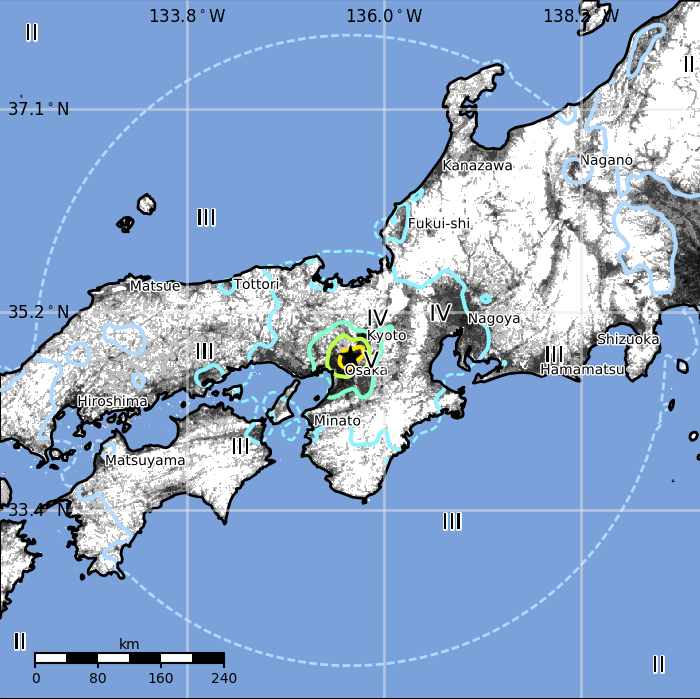
Та же карта, опубликованная американской геологической службой.

## Ущерб

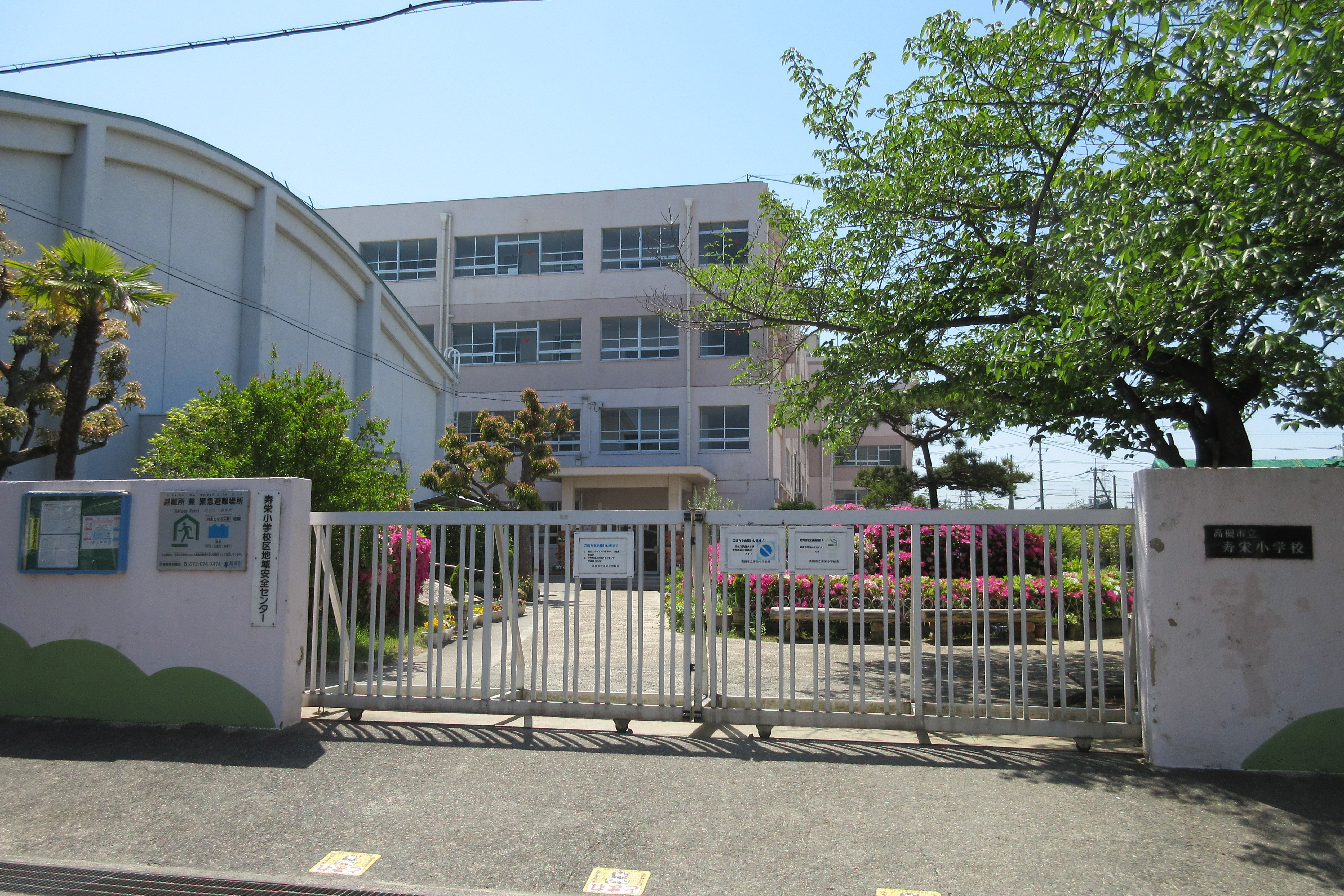
Обрушившееся здание бассейна начальной школы в Такацуки

Землетрясение произошло 18 июня 2018 года в 7:58:34 по местному времени в Японии. Источник землетрясения находился в переполненном людьми центре города. В городе Осака, находившемся около эпицентра, проживало около 2 709 700 жителей по данным переписи населения 2017 года. Землетрясение произошло в утреннее время. Японская система быстрого реагирования на землетрясение в чрезвычайных ситуациях засекла землетрясение через 3,2 секунды после его начала и сразу же вызвала сигнал тревоги для транспорта наземного движения. Японское метеорологическое агентство отправило сигналы тревоги в префектуры Киото, Осаку, Сигу, Хиого, Фукуи, Миэ, Нару, Вакаяму и Кагаву в 7:58:41. Местных жителей предупредили о возможных сильных вибрациях. Во всему региону Кансай у местных жителей наблюдались шоковые реакции. Житель города Осака ощутил резкое сотрясение примерно через 5-8 секунд. Японское вещательное агентство Осаки сообщило, что после 30 секунд сотрясения земли, люди не могли устоять на ногах, а некоторые предметы падали со столов.
Землетрясение привело в общей сложности к смерти 6 человек, а также к ранениям 443 человек в районе Кансай, среди которых 28 человек получили тяжёлые ранения. Ученик четвёртого класса начальной школы города Такахаси погиб в результате обрушения стены бассейна по дороге в школу. 80-летний мужчина, живший в районе Хигасидогава в Осаке, попал под обломки стены храма и попал в больницу. 85-летний мужчина из Ибараки ударился насмерть об книжную полку. 66-летний мужчина погиб под обломками.

### Городская инфраструктура

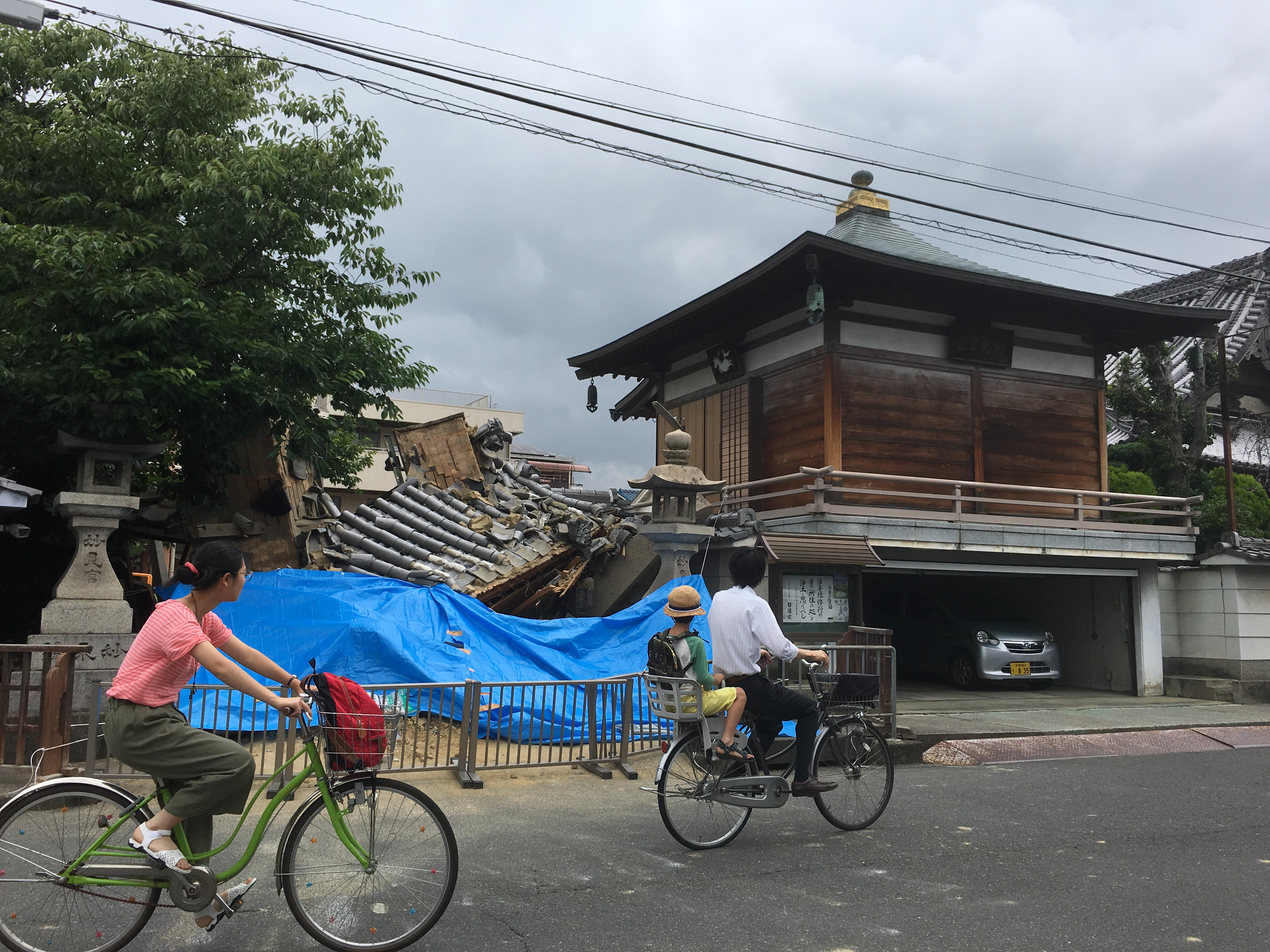
Разрушенный храм в Ибараки

Кабинет Центра по борьбе с катастрофами в префектуре Осака доложил, что у многих городских зданий были обрушены наружные стены, разбросана плитка и сломаны трубы. Во всём Кансае в общей сумме землетрясением было так или иначе повреждено 8024 здания. В большей степени пострадала городская инфраструктура префектур Осаки и Киото — 7467 и 552 здания соответственно, а также 3 здания в префектуре Нара и 2 здания — в Хиого. У многих зданий в разных городах были повреждены стены, как это, например, произошло со зданиями мэрии городов Тоёнака и Ибараки. Во многих местах имели место пожары, один из которых был зафиксирован в Такацуки. Согласно исследованию, проведённому Министерством образования, культуры, спорта, науки и технологий, в результате землетрясения было повреждено 414 образовательных учреждений, а также 529 иных объектов, связанных с министерством.